# Donald MacWilliam
Pour les articles homonymes, voir MacWilliam.
Donald MacWilliam, en gaélique Domnall mac Uilleim, est un prétendant au trône d'Écosse à la fin du XIIe siècle, mort en 1187. Issu des Meic Uilleim, il se considérait comme l'héritier légitime du trône d'Écosse.

## Origine
Donald est le fils de William Fitzduncan, neveu du roi David Ier d'Écosse et d'une épouse inconnue, peut-être une héritière de Moray selon G.W.S. Barrow et Richard Oram,.
Le fait qu'il utilise la formule « Mac william » au lieu de « Fitz William » indique qu'il est issu d'un milieu gaélique et sans doute élevé en fosterage. Il devait être encore mineur lors de la mort de son père vers 1150 et peut-être avait-il été nommé titulaire de l'« honneur » de Moray à cette époque par David Ier.

## Prétendant
En 1181 Donald Mac William, qui bénéficiait sans doute de l'appui de Harald Maddadsson comte des Orcades et du Caithness et qui avait déjà fait des incursions dans le royaume avec sa troupe, se proclame prétendant au trône. Le roi Guillaume Ier d'Écosse et son frère David qui se trouvent en Angleterre à la cour du roi Henri II doivent rentrer dans le royaume. En juillet 1187 le roi fait campagne dans le nord contre Donald Mac William et se rend à Inverness afin d'y établir comme évêque de Moray un clerc royal nommé Richard.
Pendant ce temps Roland fils d'Uhtred de Galloway à la tête d'une force de 3 000 hommes surprend Donald et ses hommes et le défait lors de la bataille de Mam Garvia près de Strath Garve à l'ouest de Dingwall dans le Ross. Donald est tué et Roland envoie sa tête à Guillaume Ier à Inverness.

## Postérité
Les deux fils de Domnall mac Uilleim périssent également dans des révoltes contre le roi :
- Gothred MacWilliam exécuté en 1213 ;
- Domnall Ban MacWilliam tué en 1215.

En novembre 1186 un certain « Adam fils de Donald » décrit comme le « roi hors-la-loi » est capturé près de l'Abbaye de Coupar en Angus par Malcolm comte d'Atholl. Adam est tué, son lieutenant est décapité devant le maître autel de l'Abbaye pendant que 58 autres de ses hommes sont brûlés vifs. Cet Adam est identifié comme un petit-fils de Malcolm Mac Heth ou un fils de Donald Mac William ; plus récemment il a été avancé qu'il était peut-être un fils de Máel Coluim mac Alaxandair.

## Sources
- (en) G.W.S. Barrow Kingship and Unity Scotland 1000~1306 Edinburgh University Press, Edinburgh (1981)  (ISBN 074860104X).
- (en) Richard Oram Domination and Lordship. Scotland 1070-1230 The New Edinburgh History of Scotland III. Edinburgh University Press, (Edinburgh 2011)  (ISBN 9780748614974).
- (en) R. Andrew McDonald Treachery in the remotest territories of Scotland: Northerne ressitance to the Canmore Dynasty 1130-1230 Canadian Journal of History vol.33 (August 1999) p. 161-192.